# Campionati svedesi di ski cross 2023
I Campionati svedesi di ski cross 2023 si sono svolti a Idrefjäll, nel comune di Älvdalen, il 15 aprile. Il programma ha incluso sia la gara femminile che la gara maschile. 
Trattandosi di competizioni valide anche ai fini del punteggio FIS, vi hanno partecipato anche sciatori di altre federazioni, senza che questo consentisse loro di concorrere al titolo nazionale svedese.

## Risultati

### Uomini
| Pos. | Atleta            | Nazione |
| ---- | ----------------- | ------- |
| 1    | Fredrik Nilsson   | Svezia  |
| 2    | David Mobaerg     | Svezia  |
| 3    | Davit Tediashvili | Georgia |
| 4    | Erik Mobaerg      | Svezia  |
| 5    | Elliott Baralo    | Svezia  |

### Donne
| Pos. | Atleta           | Nazione  |
| ---- | ---------------- | -------- |
| 1    | Lin Nakanishi    | Giappone |
| 2    | Julia Zeitz      | Svezia   |
| 3    | Elma Brundin     | Svezia   |
| 4    | Othilia Carlsson | Svezia   |
| -    | Maya Westblad    | Svezia   |